# Дрелл, Нелли
Нелли Дрелл (эст. Nelly Drell, родилась 19 октября 1979 в Таллине) — эстонская художница.

## Биография
Училась в Пелгулиннской средней школе, интересовалась живописью, участвовала в выставках в центре искусств Кулло и школе уличного искусства Кеваде. Училась в 1998—2000 годах в Эстонской академии художеств, а также в университете Майами в 2000—2001 годах (степень бакалавра живописи) и в Нью-Йоркской академии искусств в 2001—2003 годах (магистр живописи). Нелли экспериментирует с различными стилями, её картины выполнены как в классическом стиле, так и в барокко. Изображает исторические события (в том числе спортивные) и пейзажи, а также людей.
В международных выставках участвует с 1995 года, в 2001 году выиграла премию Miami International Fine Arts College Young Visual Artist Award, в 2008 году премию Эстонского союза художников (состоит в нём с 2005 года). Критики называют её блестящей художницей с внешностью модели конкурса «Мисс мира», прирождённым иллюстратором, который может создавать изображение с самыми неустойчивыми мазками, придавать глубину с мягкой тональность и наделять чувством уверенности.

## Групповые выставки
- 2008: «XL», Тартуская галерея искусств, Тарту
- 2008: «Пересекая линию», Нарвская художественная галерея, Нарва
- 2008: «Пробуждение», Роттердамский центр архитектуры и искусства, Таллин
- 2007: «Изменение тела», галерея ArtDepoo, Таллин
- 2006: «Чистое изображение», оркестровый зал, Йыхви
- 2005: «Автопортрет», Тарту
- 2005: «Осознания», галерея Кунстихооне, Таллин
- 2003: выпускная выставка Нью-Йоркской академии искусств, Каст-холл, Нью-Йорк
- 2002: «Between points A+B», Трибека-холл, Нью-Йорк
- 2001: «Unplugged», Джеки Хинчи-Сайпс, D.A.S.H Gallery, Майами
- 1998: выпускная выставка в Пелгулиннской школе, галерея Кулло, Таллин
- 1996: выпускная выставка в школе Кеваде, Таллин
- 1995: выпускная выставка в Пелгулиннской школе, галерея Кулло, Таллин

## Сольные выставки
- 2004: Глаза в глаза (G-галерея), Таллин
- 2004: Давление (галерея Драакон), Таллин
- 2005: Беспомощность (Хаапсалуская городская галерея), Хаапсалу
- 2005: Цвета природы (центр Выру), Таллин
- 2006: Перерождение (галерея Вивианн Напп), Таллин

## Галерея

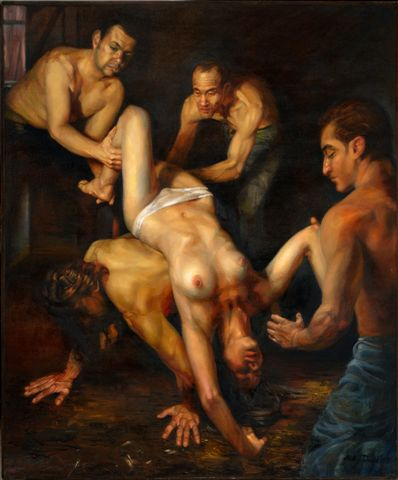
Женщина (2003)
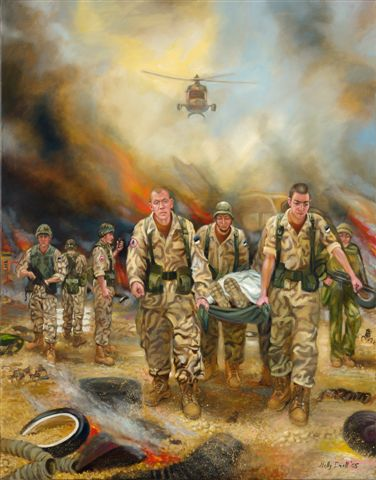
Миротворцы в Ираке (2005)
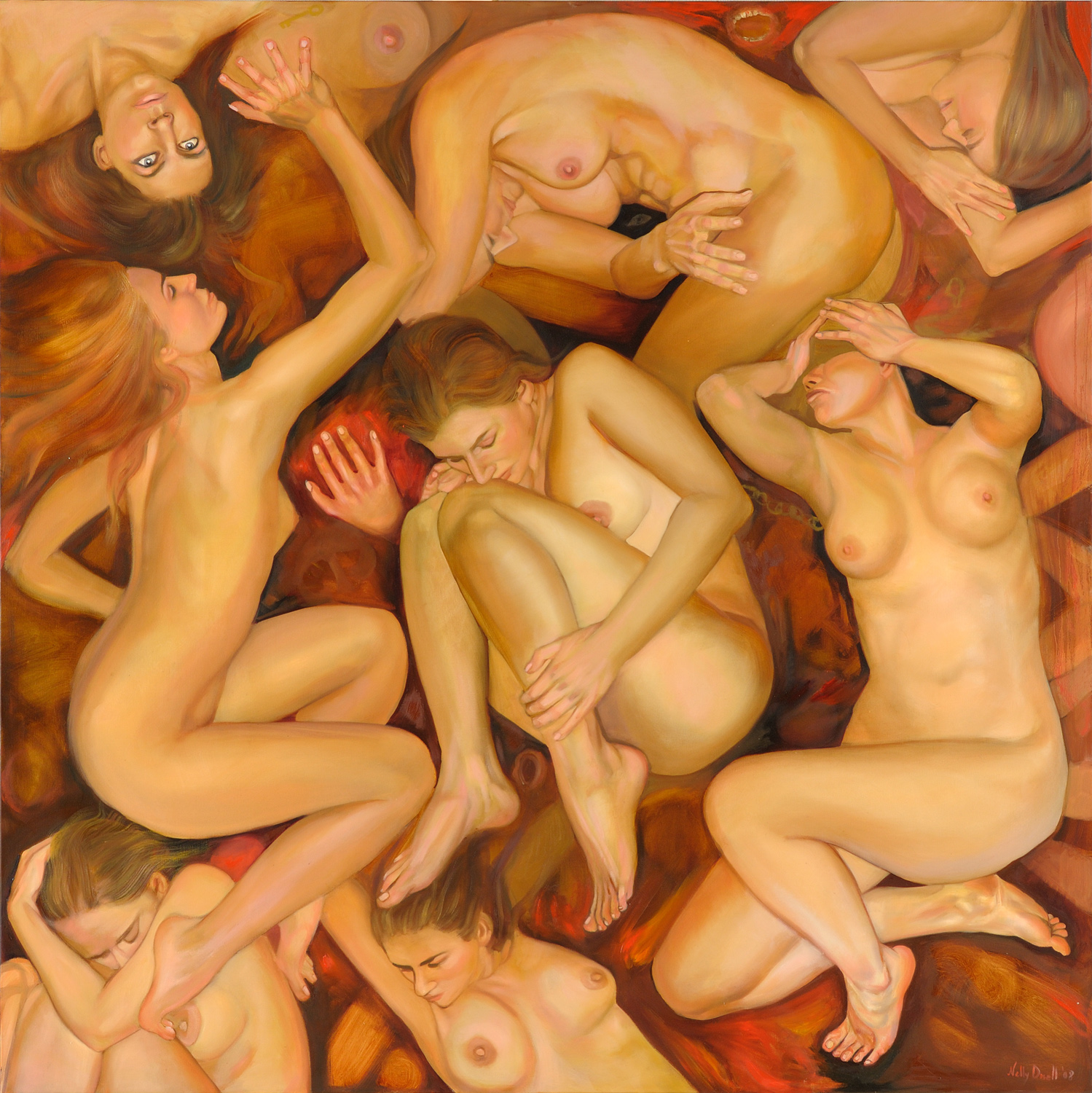
Душа (2008)

### Пресса о выставках
- Eesti Päevaleht "Surve" 06.11.2004 Архивная копия от 7 марта 2012 на Wayback Machine  (эст.)
- Sirp "Silmast silma"  (эст.)
- Eesti Ekspress "Identiteedid" 06.01.2005  (эст.)
- Äripäev "Taassünd" 03.03.2006 (недоступная ссылка)  (эст.)
- Eesti Päevaleht "Taassünd" 25.03.2006 Архивная копия от 7 марта 2012 на Wayback Machine  (эст.)
- Postimees 18.03.2006  (эст.)
- Postimees "XL" 21.11.2008  (эст.)